# Portal An der Martinikirche 1

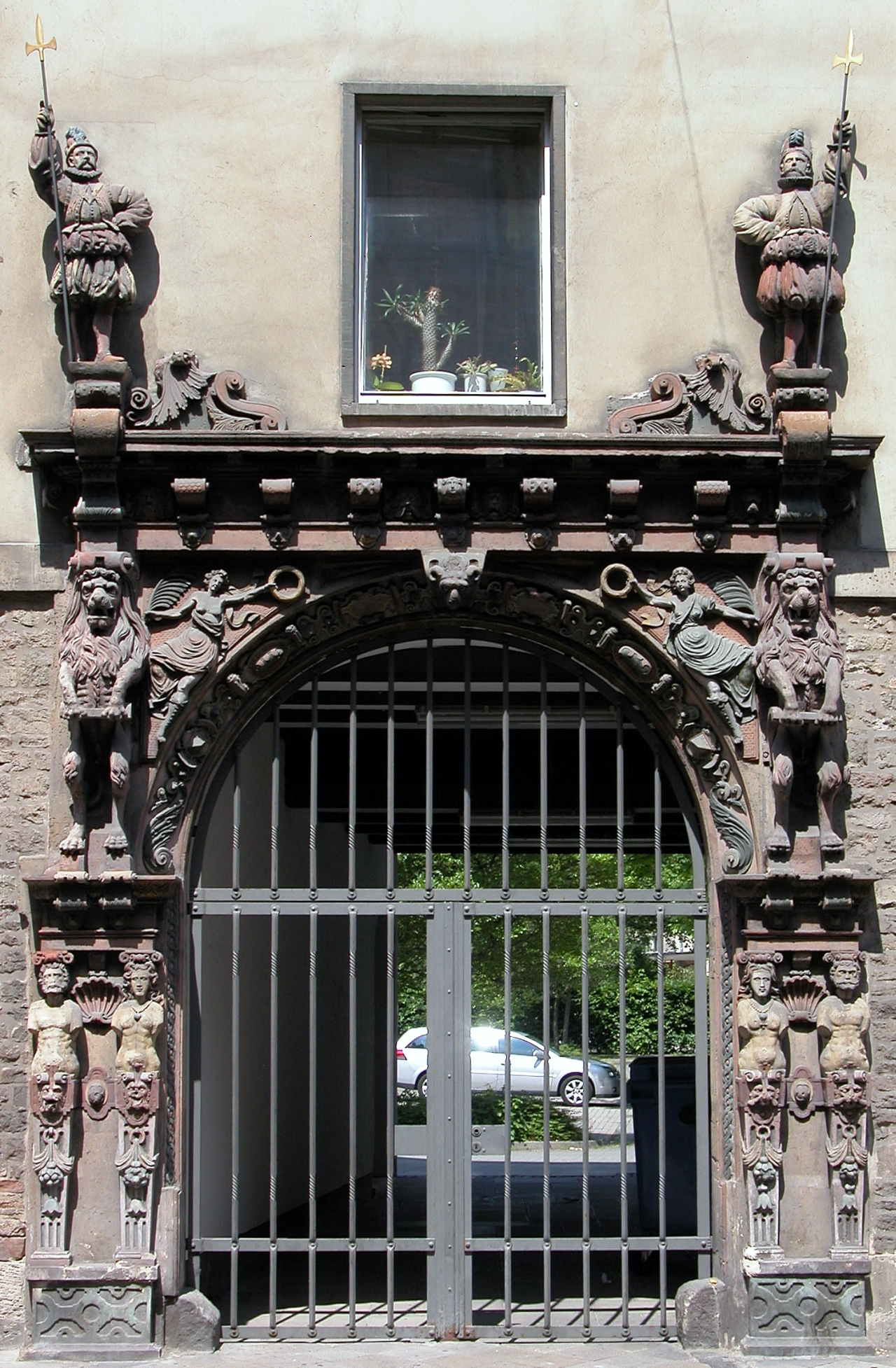
Gesamtansicht

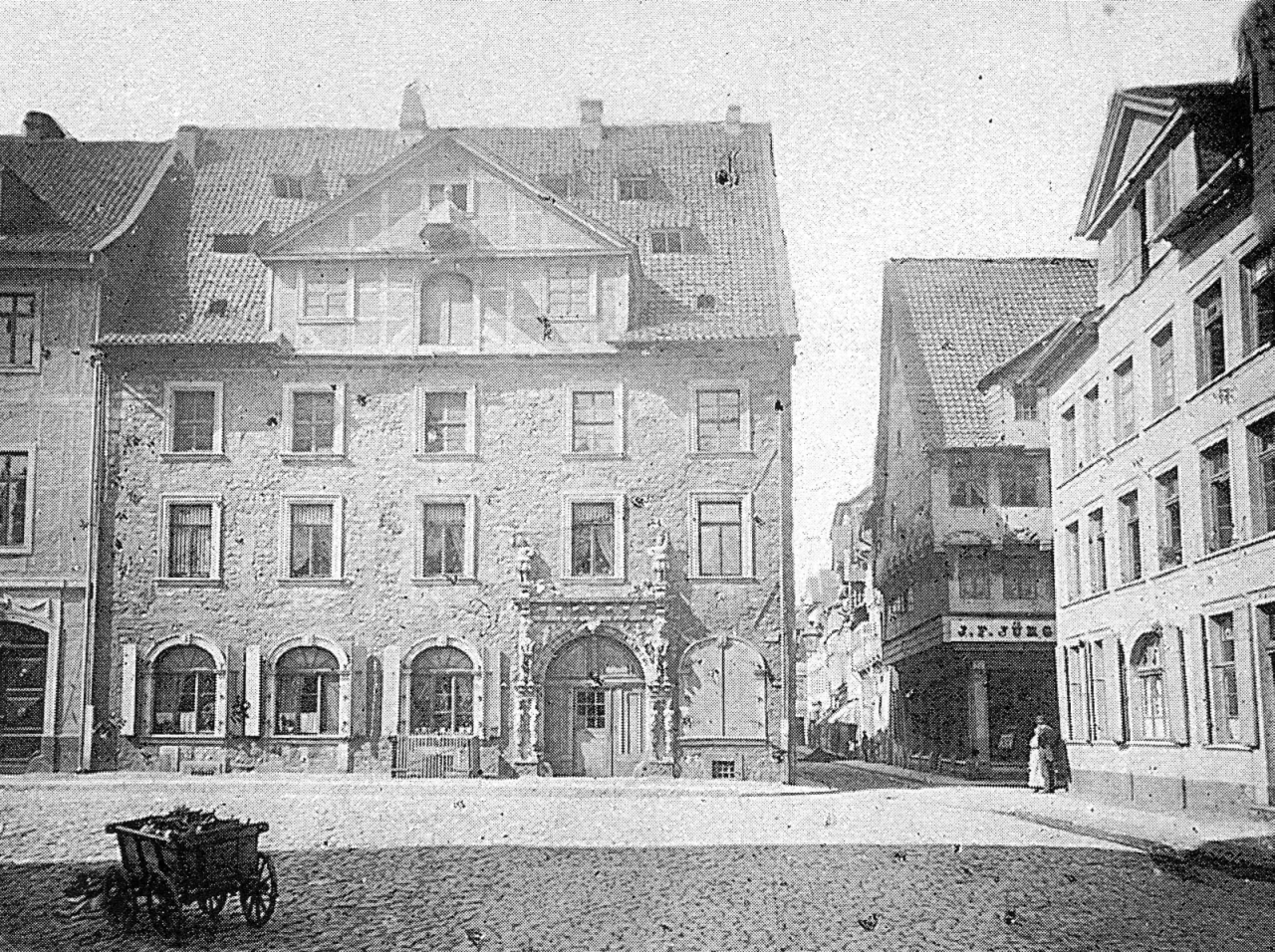
Das Bartels’sche Haus mit dem Portal im Jahre 1885; Constantin Uhde hingegen nennt es 1894 das Portal des Rittmeyer’schen Hauses.

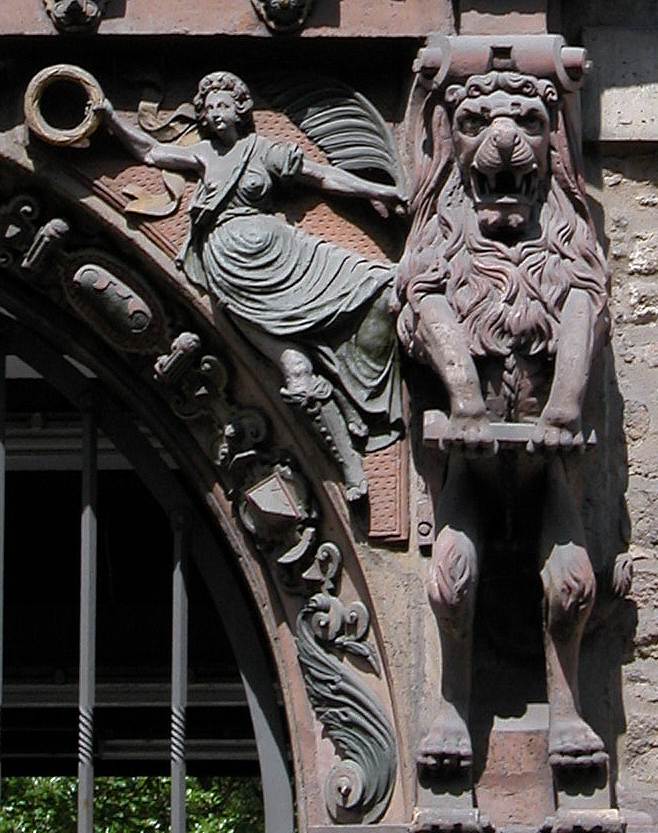
Löwe mit Frau.

Das Portal An der Martinikirche 1 in Braunschweig ist ein Portal aus der Zeit der Renaissance und wurde um 1600 von einem unbekannten Künstler geschaffen.

## Geschichte
Der ursprüngliche Standort des Portals befand sich nur wenige Meter entfernt vom jetzigen im Haus An der Martinikirche 5, Ecke Sonnenstraße, gegenüber der Westseite der Martinikirche. Als das Gebäude 1888 abgerissen wurde, versetzte man das Portal an den gegenwärtigen Ort, gegenüber der Kirchennordseite, wo es vom Zweiten Weltkrieg weitgehend unbeschädigt, heute Bestandteil eines 1957 wiedererrichteten Verwaltungsbaus direkt neben dem Altstadtrathaus ist.

### Beschreibung

#### Darstellung und Ausführung
Das Portal ist zweigeschossig aufgebaut. Die Pfeiler rechts und links zeigen an der Basis jeweils Hermen, darüber angebracht befinden sich aufgerichtete Löwen, die den Betrachter direkt anblicken. Ihnen zur Seite schwebt je eine Frau, die in der einen Hand einen Lorbeerkranz und in der anderen einen Palmzweig hält. Der darüber befindliche, reich mit Ornamenten verzierte Architrav bildet schließlich den Sockel für zwei große, vornehm gekleidete Männerfiguren, die an den äußeren Ecken und mit Lanzen bewehrt stehen. Die Kleidung im Stil der Zeit ist detailgetreu nachgebildet.

#### Material
Das Portal ist vollständig aus Elmkalkstein gefertigt. Diese Gesteinsart stammt aus dem Elm, einem Höhenzug nur wenige Kilometer östlich von Braunschweig. Aufgrund ihrer sehr guten Witterungsbeständigkeit wurde sie v. a. im Mittelalter und der frühen Neuzeit für viele Bauwerke in Stadt und Land Braunschweig verwendet. Darüber hinaus eignet sich der Stein sehr gut für bildhauerische Arbeiten.

#### Farbigkeit
Bei Untersuchungen im Zuge der Restaurierungen in den Jahren 1989/90 zeigte sich, dass Qualität bzw. Erhaltung des Gesteins aufgrund der Fassung des gesamten Portals gut war. Die Farben bestanden aus einem Kalkkasein-Öl-Gemisch, das sich für eine Verwendung dieses Materials als besonders geeignet erwiesen hat. Um zu Vermeiden, dass sich der Elmkalkstein mit der Farbe bzw. Feuchtigkeit vollsaugt und um gleichzeitig die Leuchtkraft des Anstrichs zu erhöhen, wurde eine doppelte Grundierung aus Pflanzenschwarz, Ocker und Calcit aufgetragen. Anschließend wurden Erdfarben wie roter und gelber Ocker, Terra di Siena sowie Caput mortuum verwendet. Diesen damals billigen Farbpigmenten folgten schließlich kostspieligere wie Malachit für Grün, Azurit für Blau, Bergzinnober für Rot und Blattgold für Glanzeffekte. Der Gesamteindruck der Fassung ist ausgewogen.

### Restaurierung
Zwischen 1989 und 1990 wurde das Portal grundlegenden Untersuchungen unterzogen (wobei auch Proben entnommen wurden) und anschließend in seiner originalen Farbigkeit restauriert.

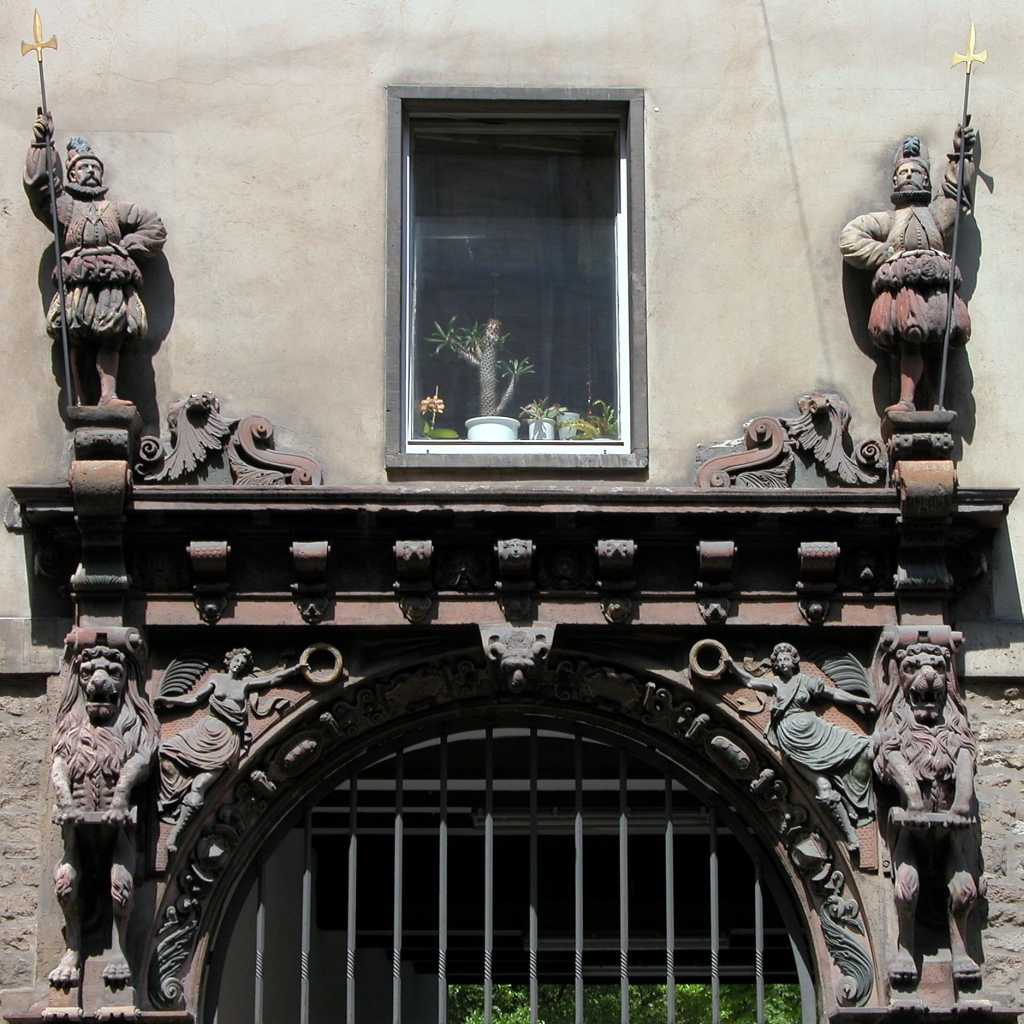
Oberteil
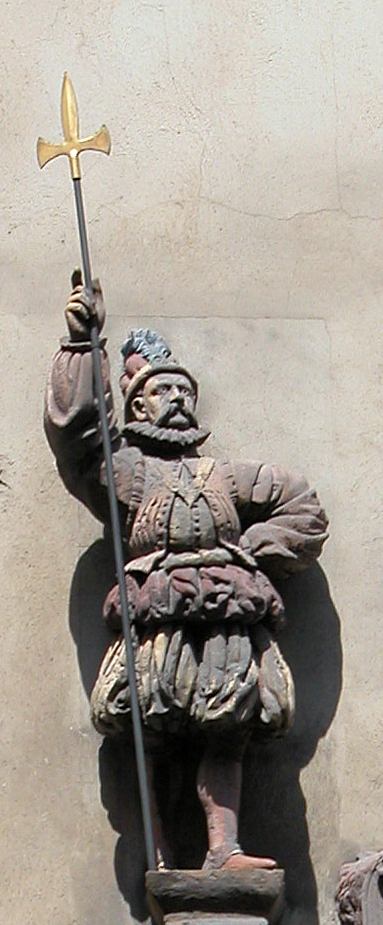
Linker Lanzenträger.
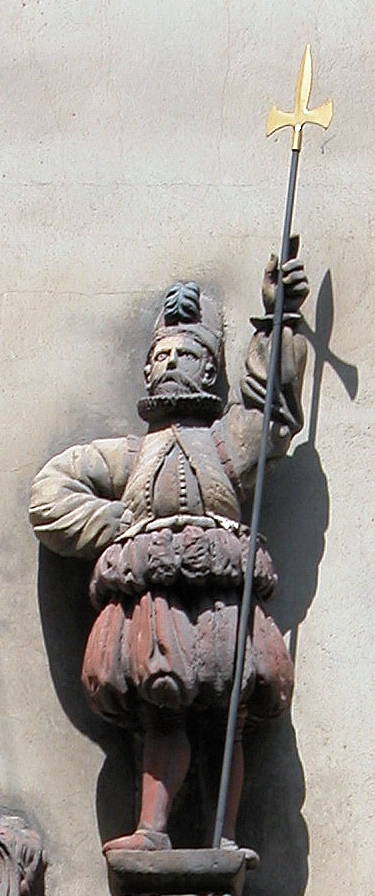
Rechter Lanzenträger.
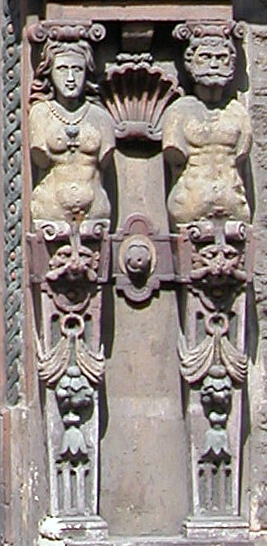
Zwei von vier Hermen.